# Linia kolejowa nr 493
Linia kolejowa nr 493 – niezelektryfikowana, dwutorowa linia kolejowa łącząca przejście graniczne Zgorzelec‑Görlitz ze stacją Görlitz.
W Niemczech linia została oznaczona jako linia kolejowa nr 6211 (DB-Grenze), Görlitz Grenze – Görlitz, W 12.